# Tân Ân, Ngọc Hiển
Tân Ân là một xã cũ thuộc huyện Ngọc Hiển, tỉnh Cà Mau, Việt Nam.

## Địa lý
Tân Ân là một xã cũ nằm ở phía đông huyện Ngọc Hiển, có vị trí địa lý:
- Phía đông và phía nam giáp Biển Đông
- Phía tây giáp thị trấn Rạch Gốc
- Phía bắc giáp xã Tam Giang Tây và xã Tân Ân Tây.

Xã Tân Ân có diện tích 62,45 km², dân số năm 2022 là 7.045 người, mật độ dân số đạt 85 người/km².

## Hành chính
Xã Tân Ân được chia thành 5 ấp: Dinh Hạn, Nhà Diệu, Ô Rô, Rạch Gốc, Xẻo Mắm.

## Lịch sử
Ngày 17 tháng 5 năm 1984, Hội đồng Bộ trưởng ban hành Quyết định số 75-HĐBT. Theo đó, xã Tân Ân thuộc huyện Năm Căn, tỉnh Minh Hải.
Ngày 17 tháng 12 năm 1984, Hội đồng Chính phủ ban hành Quyết định số 168-HĐBT về việc đổi tên huyện Năm Căn thành huyện Ngọc Hiển. Xã Tân An thuộc huyện Ngọc Hiển.
Ngày 6 tháng 11 năm 1996, Quốc hội ban hành Nghị quyết về việc chia tỉnh Minh Hải thành hai tỉnh là tỉnh Bạc Liêu và tỉnh Cà Mau. Khi đó, xã Tân Ân thuộc huyện Ngọc Hiển, tỉnh Cà Mau.
Ngày 25 tháng 6 năm 1999, Chính phủ ban hành Nghị định số 42/1999/NĐ-CP về việc thành lập xã Tân Ân Tây trên cơ sở 11.096 ha diện tích tự nhiên và 10.030 người của xã Tân Ân.
Sau khi điều chỉnh địa giới hành chính, xã Tân Ân có 13.114,56 ha diện tích tự nhiên và 11.368 nhân khẩu.
Ngày 8 tháng 1 năm 2009, UBND tỉnh Cà Mau ban hành Quyết định số 29/QĐ-UBND về việc công nhận xã Tân Ân là đô thị loại V.
Ngày 4 tháng 6 năm 2009, Chính phủ ban hành Nghị quyết số 24/NQ-CP về việc thành lập thị trấn Rạch Gốc trên cơ sở điều chỉnh 5.271,50 ha diện tích tự nhiên và 7.831 người của xã Tân Ân.
Sau khi điều chỉnh địa giới hành chính, xã Tân Ân còn lại 6.172,45 ha diện tích tự nhiên và 5.012 nhân khẩu.
Theo Nghị quyết số 1655/NQ-UBTVQH15 ngày 16 tháng 6 năm 2025 của Ủy ban Thường vụ Quốc hội, một phần diện tích và dân số của xã Tân Ân cùng với thị trấn Rạch Gốc, xã Viên An Đông nhập lại thành xã mới có tên là xã Phan Ngọc Hiển. Phần còn lại của xã Tân Ân cùng với xã Đất Mũi, một phần xã Viên An nhập lại thành xã mới có tên là xã Đất Mũi. Trong khi đó, toàn bộ xã Tam Giang Tây và xã Tân Ân Tây nhập lại thành xã mới có tên là xã Tân Ân.

## Du lịch
- Quần đảo Hòn Khoai[10]